# Castillo de Akita
El castillo de Akita (秋田城 Akita-jō) es el nombre que reciben las ruinas de un asentamiento fortificado del periodo Nara situado en la moderna ciudad de Akita, Prefectura de Akita, en Japón. En ocasiones se lo encuentra bajo el nombre de "Fuerte de Akita". Este nombre se emplea también para referirse al castillo de Kubota, un castillo japonés del periodo Edo que sirvió de sede al clan Satake, daimios del Dominio de Kubota, que gobernaron el norte de la Provincia de Dewa durante el shogunato Tokugawa.

## Historia
Durante el periodo Asuka, Abe no Hirafu sometió a las tribus emishi asentadas en lo que hoy son las ciudades de Akita y Noshiro el año 658 y construyó un fuerte en el río Mogami. El año 708 se creó en la mitad septentrional de la Provincia de Echigo el "país de Dewa", que adquiriría la denominación de "Provincia de Dewa" el año 712. En este tiempo la región quedaba fuera del control efectivo de la corte Yamato, con sede en Nara y, consecuentemente, se enviaron a la zona central de Dewa (la actual región de Shōnai, en la Prefectura de Yamagata) varias expediciones militares a la zona compuestas de colonos armados que construían asentamientos con empalizadas de madera. El año 733 el fuerte del río Mogami fue trasladado al norte y se creó un nuevo asentamiento militar en lo que hoy es la región de Takashimizu de la ciudad de Akita, que recibiría posteriormente el nombre de "castillo de Akita". Abe no Yakamaro fue enviado con el cargo de chinjufu shogun, y el castillo de Akita se convirtió en una base de operaciones para la colonización de la región y el sometimiento de los emishi.
En 737, se inició una gran operación militar con el objetivo de comunicar el castillo de Akita con el castillo de Taga, en la costa del Pacífico. Durante cincuenta años se levantaron nuevas fortificaciones en Okachi (Provincia de Dewa) y Monofu (Provincia de Mutsu), para las que se movilizaron a unos 5.000 hombres. La construcción de la carretera molestó a las tribus emishi, que se rebelaron el año 767. Como respuesta, los años 776, 778, 794, 801 y 811 se llevaron a cabo expediciones de pacificación.
El castillo fue gravemente dañado por un terremoto el año 830. El 878, un gran alzamiento contra el dominio de Yamato conocido como "Rebelión Gangyō" (元慶の乱, Gangyō no ran) se inició en la región. Durante la misma gran parte del castillo de Akita fue destruido. El año 939 tuvo lugar otra gran revuelta, conocida como "Rebelión Tengyō" (天慶の乱, Tengyō no ran). El castillo de Akita fue restaurado después de cada incidente y premaneció en uso hasta mediados del periodo Heian. Durante los siglos IX-XI el castillo fue la residencia del "Dewa-no-suke" o gobernador (kokushi) de la Provincia de Dewa. Ese título se cambiaría posteriormente a "Akita-no-suke". Finalmente, durante la Guerra de los primeros nueve años el castillo sería abandonado (ca. 1050)

### El castillo hoy
El castillo de Akita estaba rodeado por terraplenes de tierra y tenía puertas en cada uno de los puntos cardinales. Las excavaciones arqueológicas han sacado a la luz los cimientos de los barracones y de edificios oficiales del gobierno de la Provincia de Dewa, así como tejas de cerámica, tableros de cálculo de madera y documentos en papel lacado.
El lugar fue declarado Sitio Histórico Nacional en 1939. Las excavaciones arqueológicas indican que el castillo tuvo unas dimensiones aproximadas de 94 metros de este a oeste y 77 metros de norte a sur. Varios edificios del castillo de Akita han sido reconstruidos en sus ubicaciones originales